# Capparimyia aristata
Capparimyia aristata är en tvåvingeart som beskrevs av De Meyer och Amnon Freidberg 2005. Capparimyia aristata ingår i släktet Capparimyia och familjen borrflugor.
Artens utbredningsområde är Malawi. Inga underarter finns listade.